# Jack Wisdom
Jack Leach Wisdom (* 28. Januar 1953 in Lubbock, Texas) ist ein US-amerikanischer Physiker, bekannt für himmelsmechanische Untersuchungen, die Hinweise auf chaotisches Verhalten im Sonnensystem erbrachten.
Wisdom studierte an der Rice University Physik (Bachelor-Abschluss 1976) und promovierte 1981 am Caltech. Er ist Professor of Planetary Science am MIT.

## Forschung
Wisdom ist bekannt für verschiedene Resultate, die chaotisches Verhalten in himmelsmechanischen Problemen unseres Sonnensystems zeigen. Beispielsweise fand er mit Gerald Jay Sussman Anzeichen dafür, dass die Plutobahn chaotisch ist und im Vergleich zu den Bahnen der anderen äußeren Planeten auf großen Zeitskalen (simuliert wurden 1988 auf dem Digital Orrery 845 Millionen Jahre) sehr kompliziert. Nachdem Jacques Laskar 1989, eine Langzeit-Simulation des Sonnensystems (ohne Pluto) für etwa 100 Millionen Jahre durchführte, die Anzeichen chaotischen Verhaltens zeigte, wiederholten und bestätigten dies Sussman und Wisdom auf dem Supercomputer Toolkit, einem Spezialcomputer für solche Simulationen. Die Zeitskala für die Ausbildung chaotischen Verhaltens (entsprechend dem Ljapunow-Exponenten) beträgt dabei 4 bis 5 Millionen Jahre.
Eines der augenfälligsten Beispiel für chaotische Bewegung im Sonnensystem ist die Orientierung der Rotationsachse und die Rotationsrate des äußeren Saturn-Mondes Hyperion, die Wisdom ebenfalls untersuchte. Sie wird verursacht durch eine stark unregelmäßige Form und die schwachen Gezeitenkräfte des Saturn und tritt außerdem besonders in Erscheinung wegen der großen Exzentrizität der Bahn. Nach Wisdom treten chaotische Phasen bei jedem unregelmäßig geformten Mond auf, kurz bevor seine Rotation sich mit der des Planeten synchronisiert (Resonanzfall). Mit Touma zeigte er auch, das die Neigung der Rotationsachse des Mars zur Bahnebene starken chaotischen Schwankungen ausgesetzt ist, mit Auswirkungen auf das Marsklima.
Wisdom erklärte auch verschiedene Lücken im Asteroidengürtel, wie die Kirkwood-Lücke. Sie ergeben sich zwar grob aus einer Resonanz mit der Bahnperiode des Jupiter (bei der Kirkwood Lücke im Verhältnis 3:1), zu ihrer genauen Erklärung reicht das aber nicht aus, da bei einigen Resonanz-Bahnen keine Lücke auftritt. Dazu waren Simulationen der Bahnen über lange Zeitperioden nötig (Millionen von Jahren), erst dann zeigten sich Spitzen in der Exzentrizität der Bahn, die ein Herauskicken und damit die Entstehung der Lücke erklärten.
Dafür entwickelte er einerseits neue numerische Methoden (wie eine symplektische Abbildung des gravitativen N-Körper-Problems mit Matthew Holman), andererseits spezielle Computer-Hardware, wie den Digital Orrery in den 1980er Jahren mit Sussman. Die Verwendung verschiedener Verfahren erlaubte auch eine gegenseitige Kontrolle der Rechnungen.
Wisdom untersuchte auch das Erde-Mond System und die Entwicklung der Rotationsparameter des Mondes, die Wechselwirkung von Erdkern und Erdmantel, und den durch Gezeiteneffekte, die den Mond „durchkneten“, angetriebenen Vulkanismus auf dem Saturn-Mond Enceladus. Er befasste sich auch mit der Entdeckung extrasolarer Planeten (wie 55 Cancri f).
Wisdom schlug 2003 einen Fortbewegungsmechanismus in der allgemein-relativistischen Raum-Zeit allein aufgrund von Formänderungen des Körpers vor, er nannte dies Schwimmen in der Raum-Zeit (Swimming in Spacetime).
Mit Sussman und Mayer verfasste er ein Algorithmen-orientiertes Lehrbuch der Klassischen Mechanik.

## Auszeichnungen und Mitgliedschaften
1986 erhielt er den Harold-C.-Urey-Preis, 1987 den Helen-B.-Warner-Preis und 2002 den Dirk Brouwer Award der American Astronomical Society (AAS). 1988 bis 1994 war er Presidential Young Investigator der National Science Foundation. 1994 erhielt er eine MacArthur Fellowship. Er ist seit 1992 Mitglied der American Academy of Arts and Sciences und seit 2008 der National Academy of Sciences.

## Schriften
- mit Gerald Jay Sussman, Meinhard E. Mayer: Structure and Interpretation of Classical Mechanics, MIT Press 2001
- Chaotic behaviour in the solar system, Proceedings Royal Society A, Bd. 413, 1987, S. 109, Online hier PDF-Datei